# Lucius Cassius Longinus (néptribunus, Kr. e. 44)
Lucius Cassius Longinus  (Kr. e. 1. század) római politikus, az előkelő, plebeius származású Cassia gens tagja. Fivére, Caius Cassius Longinus volt a Julius Caesar elleni merénylet egyik főszervezője.
Kr. e. 54-ben hallunk róla először, amikor támogatta Marcus Laterensist a Cnaeus Plancius elleni perben. Kr. e. 52-ben Marcus Saufeius vádlójaként tűnt fel. Kr. e. 49-ben Caesar pártjára állt a polgárháborúban, míg fivére Pompeius mellett kötelezte el magát. Kr. e. 48-ban a hadvezér legatusaként Thesszáliába küldték, hogy figyelje Metellus Scipio hadmozdulatait. A pharszaloszi csata előtt Fufius Calenus seregtestével együtt Hellasz déli részére menesztették.
Kr. e. 44-ben néptribunus volt, és nem vett részt a dictator elleni összeesküvésben. Cicerótól tudjuk, hogy júliusban részt vett a Ludi Apollinaresen, amit Marcus Junius Brutus rendezett a nép megbékítésére, itt állítólag testvére miatt megtapsolták. Lucius végül Octavianus pártjára állt, ezért Marcus Antonius nem engedte a Capitoliumra három társával együtt a november 28-án tartott ülésre, nehogy megvétózza a fiatal politikus államellenséggé nyilvánítását.
Kr. e. 43 márciusában anyjával és testvérének anyósával, Serviliával együtt megpróbálták megakadályozni Caiust a Dolabella elleni syriai háború folytatásában, mivel Aulus Hirtius és Caius Vibius Pansa consulok jelentették be erre igényüket. Amikor az év végén Octavianus és Antonius kibékült, Cassius az utóbbi haragjától félve Asia provinciába menekült. A philippi csata után, Kr. e. 41-ben Antonius megbocsátott neki Epheszoszban.